# Elezioni presidenziali negli Stati Uniti d'America del 1872
Le elezioni presidenziali negli Stati Uniti d'America del 1872 furono la 22ª tornata elettorale quadriennale; si tennero martedì 5 novembre. Il presidente in carica Ulysses S. Grant, repubblicano, riuscì agevolmente ad ottenere un secondo mandato, con il senatore Henry Wilson del Massachusetts come suo compagno di corsa.
La decisiva ricandidatura e la rielezione vennero raggiunte a seguito di una profonda spaccatura venutasi a creare all'interno del Partito Repubblicano, che condusse alla formazione di un terzo schieramento politico, i "Liberal Republicans", i quali scelsero Horace Greeley per tentare di contrastare Grant. Questo fatto inaspettato indusse il Partito Democratico ad annullare la propria Convention, non nominare un proprio candidato e sostenere Greeley.
Il 29 novembre, dopo la votazione popolare ma prima che il Collegio elettorale giungesse a pronunciare il suo verdetto tramite i Grandi elettori, Greeley morì improvvisamente; di conseguenza coloro che precedentemente si erano impegnati con lui si schierarono a favore di quattro differenti candidati alla carica di presidente e addirittura di otto a quella di vicepresidente. Lo stesso Greeley ricevette tre voti postumi, anche se furono poi annullati dal Congresso.
Questa elezione risultò essere l'unica in cui uno dei due maggiori sfidanti morì durante il procedimento elettorale; fu anche l'ultima fino alle elezioni del 2016 in cui più di un grande elettore votò per un candidato a cui non era originariamente destinato.
Nella mappa a lato il colore rosso denota gli stati vinti da Grant/Wilson, il blu acciaio i tre voti elettorali della Georgia concessi postumi a Greeley; gli altri colori indicano i suffragi ottenuti da Thomas Hendricks, Benjamin Gratz Brown, Charles Jones Jenkins e David Davis; questo risultato riflette la dispersione dei voti elettorali di Greeley causata dalla sua morte. I numeri indicano il totale di voti elettorali assegnati a ciascuno degli Stati federati.

## Contesto

### Candidature

#### Repubblicani
La popolarità del presidente uscente in carica Ulysses S. Grant alla fine del suo primo mandato era ancora alta, nonostante lo scandalo dell'oro, perciò la sua nomina da parte del Partito Repubblicano fu scontata. Alla Convention nazionale tenutasi a Filadelfia il 5 e 6 giugno i Repubblicani nominarono il presidente Grant per la rielezione, ma scelsero di affiancargli il senatore Henry Wilson anziché il vicepresidente in carica Schuyler Colfax, implicato nello scandalo "Crédit Mobilier".
| Voti per la presidenza |     | Voti per la vicepresidenza |     |
| Ulysses S. Grant       | 752 | Henry Wilson               | 399 |
|                        |     | Schuyler Colfax            | 322 |
|                        |     | Horace Maynard             | 26  |
|                        |     | John Francis Lewis         | 22  |
|                        |     | Edmund Jackson Davis       | 16  |
|                        |     | Edward Follansbee Noyes    | 1   |
|                        |     | Joseph Roswell Hawley      | 1   |
| ---------------------- | --- | -------------------------- | --- |

Questa fu la prima volta nella storia del Partito Repubblicano in cui venne nominato un candidato all'unanimità. Non successe più per 28 anni, fino alle elezioni del 1900 con William Jennings Bryan. Uno dei discorsi a favore di Grant fu tenuto da William Henry Grey dell'Arkansas, il primo afroamericano ad aver partecipato attivamente ad una Convention nazionale di una formazione politica degli Stati Uniti d'America.
Altri, che dimostrarono una spiccata insofferenza nei confronti della corruzione della prima presidenza di Ulysses S. Grant si separarono, andando a formare il "Liberal Republican Party".

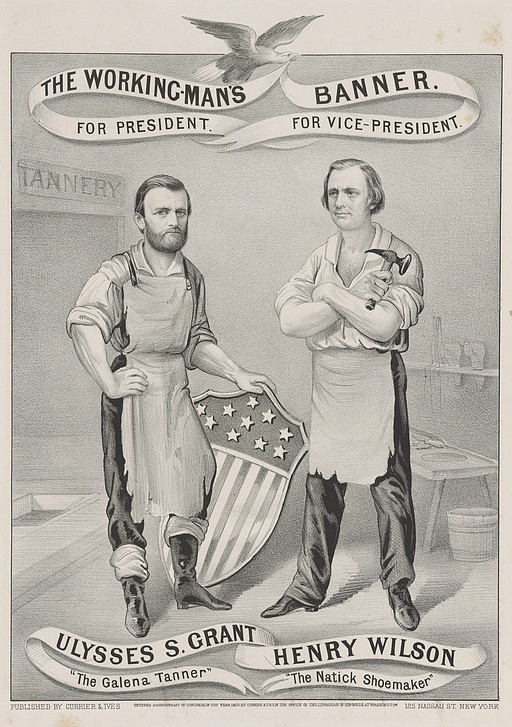
Manifesto elettorale di Grant e Wilson.

| Candidati del Partito Repubblicano, 1872               |                                           |
| Ulysses S. Grant                                       | Henry Wilson                              |
| per Presidente                                         | per Vice Presidente                       |
|                                                        |                                           |
| 18º Presidente degli Stati Uniti d'America (1869-1877) | Senatore per il Massachusetts (1855-1873) |
| Manifesto elettorale                                   |                                           |
|                                                        |                                           |

#### Liberal Republican Party
Già nel 1870 un gruppo influente di Repubblicani dissidenti si era separato dal partito per creare il "Liberal Republican Party". La sua prima (e unica) Convention nazionale si tenne a Cincinnati.
I candidati Liberal furono inizialmente i seguenti:
- Horace Greeley, ex deputato alla Camera dei Rappresentanti, dello Stato di New York.
- Charles Francis Adams, Sr., ex deputato per il Massachusetts.
- Lyman Trumbull, senatore per l'Illinois.
- Benjamin Gratz Brown, governatore del Missouri.
- David Davis, giudice associato della Corte suprema per l'Illinois.
- Andrew Gregg Curtin, ex governatore della Pennsylvania.
- Salmon P. Chase, presidente della Corte suprema per l'Ohio.

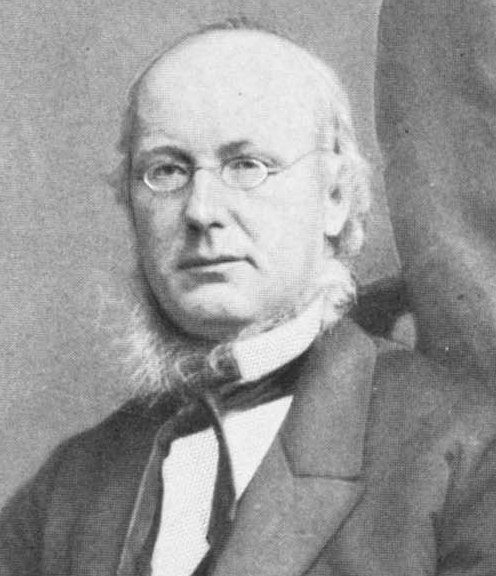
Horace Greeley
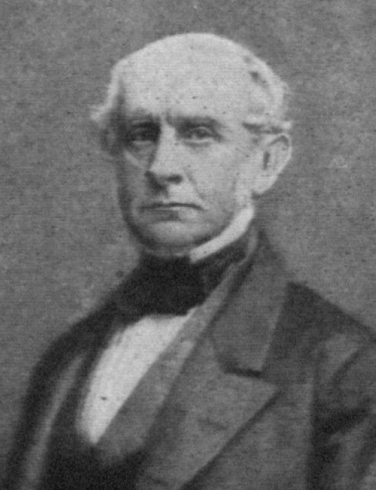
Charles Francis Adams, Sr.
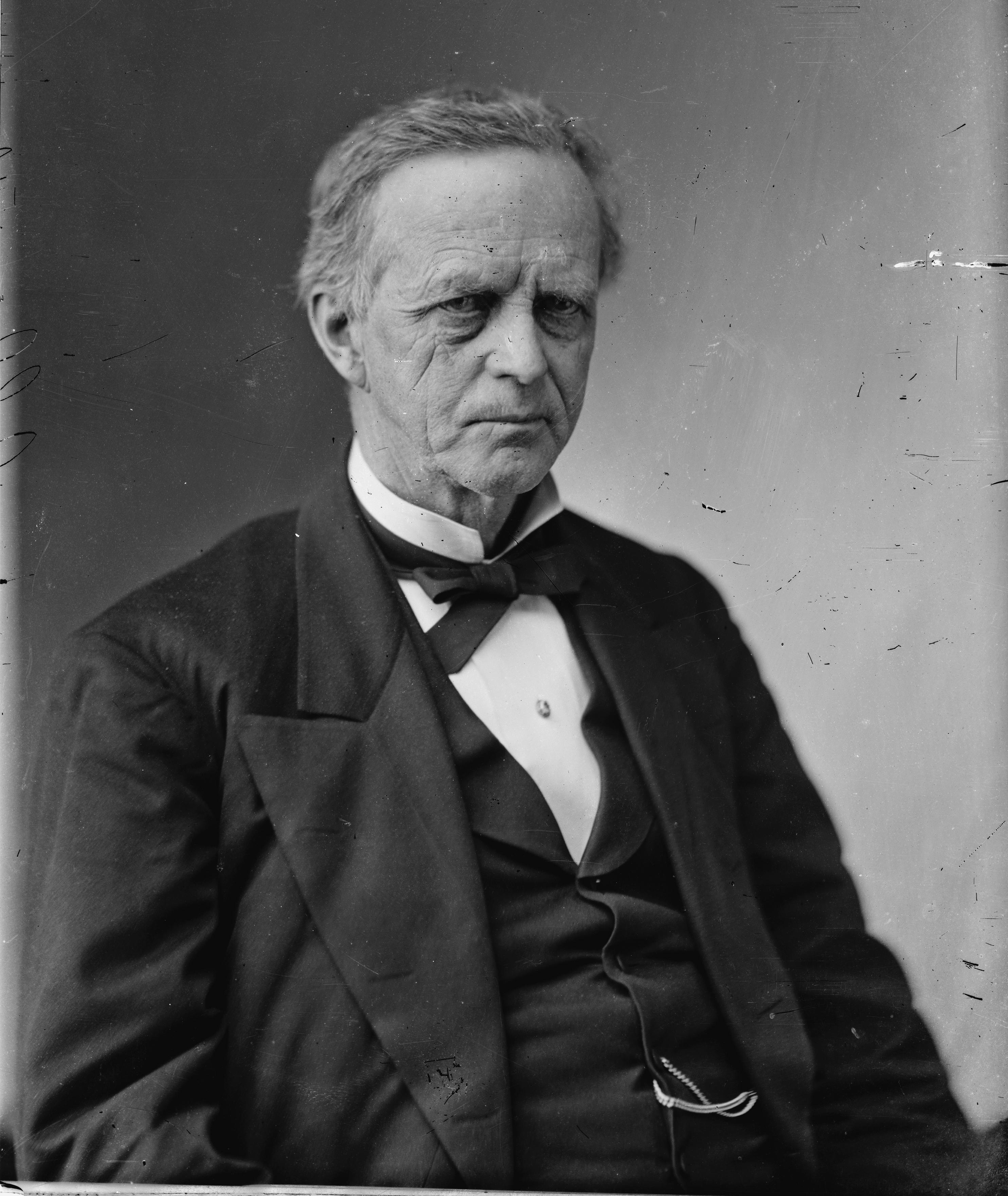
Lyman Trumbull
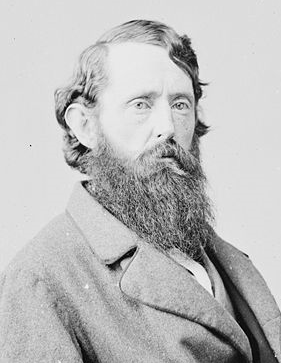
Benjamin Gratz Brown (ritiratosi dopo il 1º scrutinio - appoggerà Greeley)
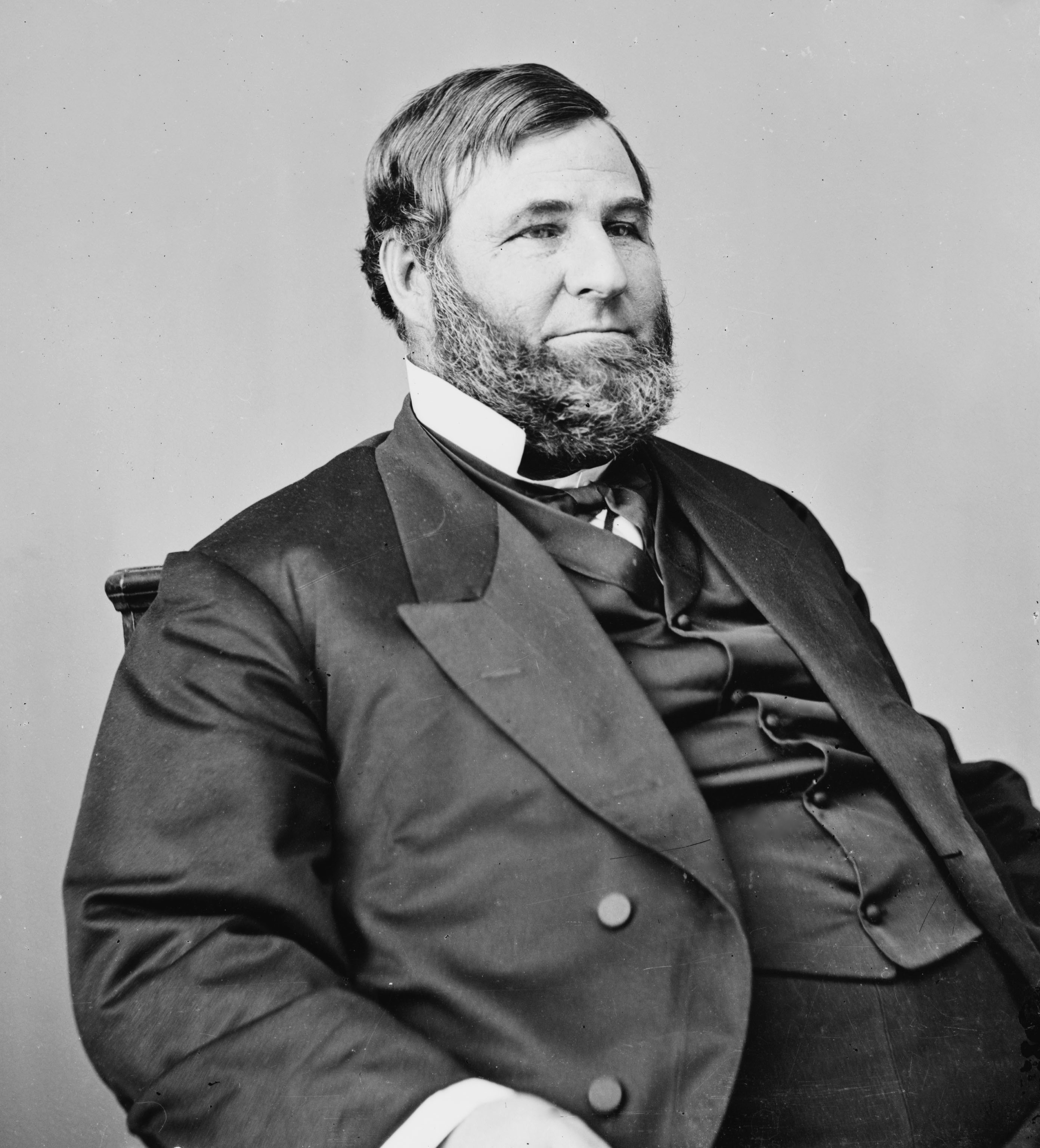
David Davis
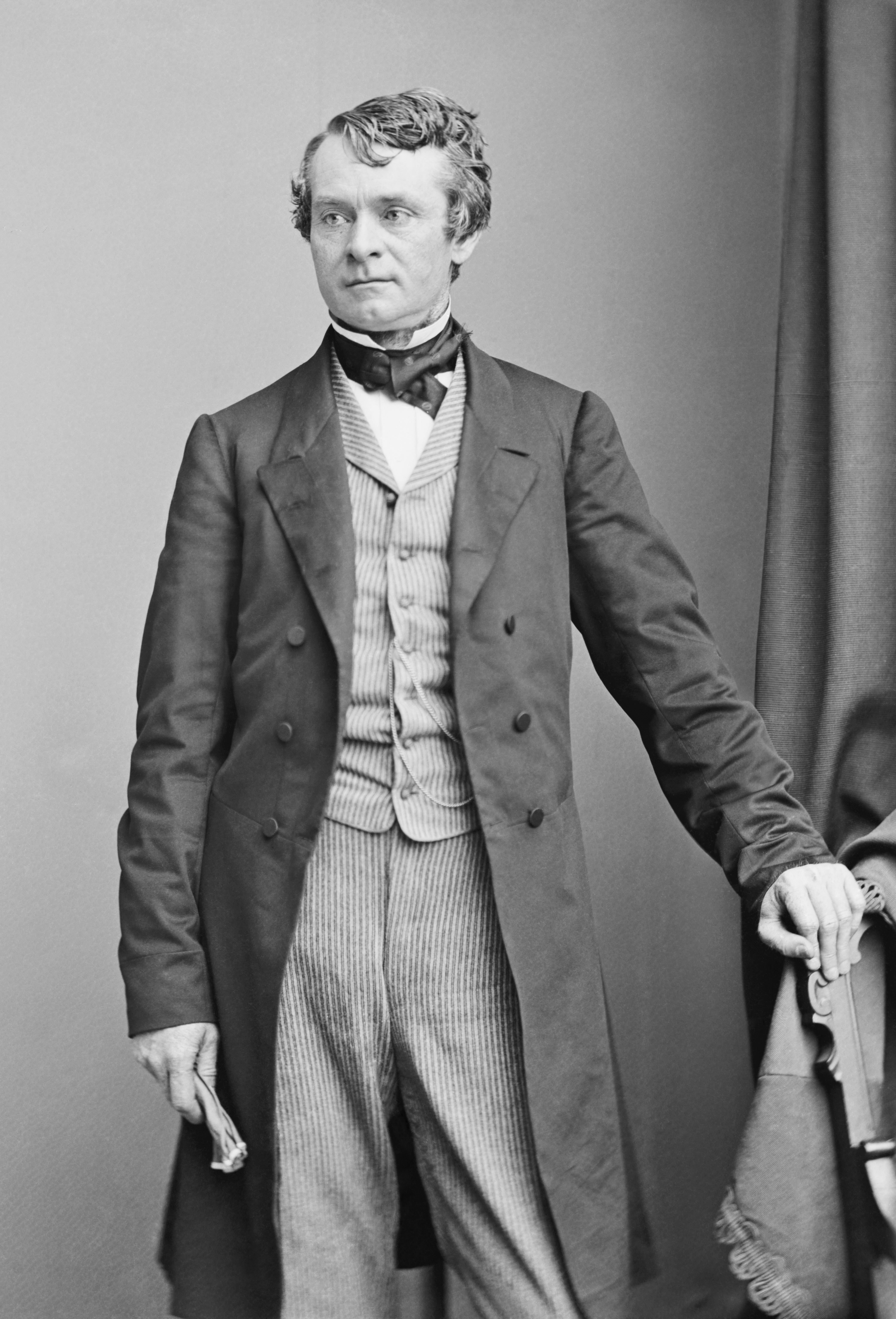
Andrew Curtin (ritiratosi dopo il 1º scrutinio)
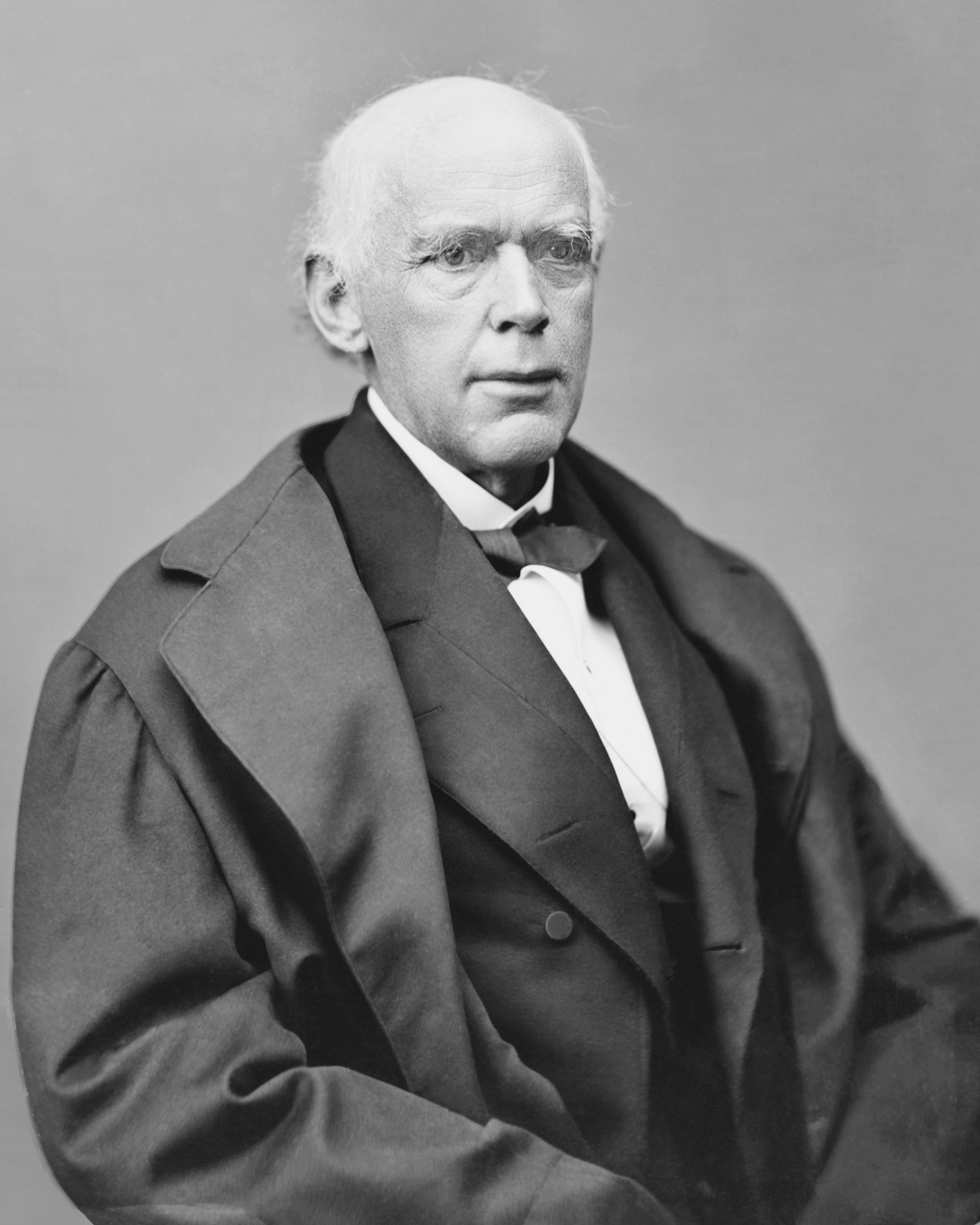
Salmon P. Chase

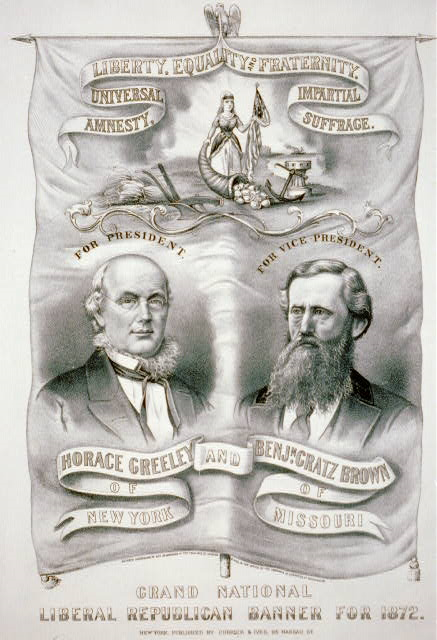
Manifesto elettorale di Greeley e Brown.

L'editore del New York Tribune Horace Greeley fu nominato alla sesta votazione sconfiggendo C. F. Adams, B. G. Brown fu nominato per la vicepresidenza già al secondo scrutinio.

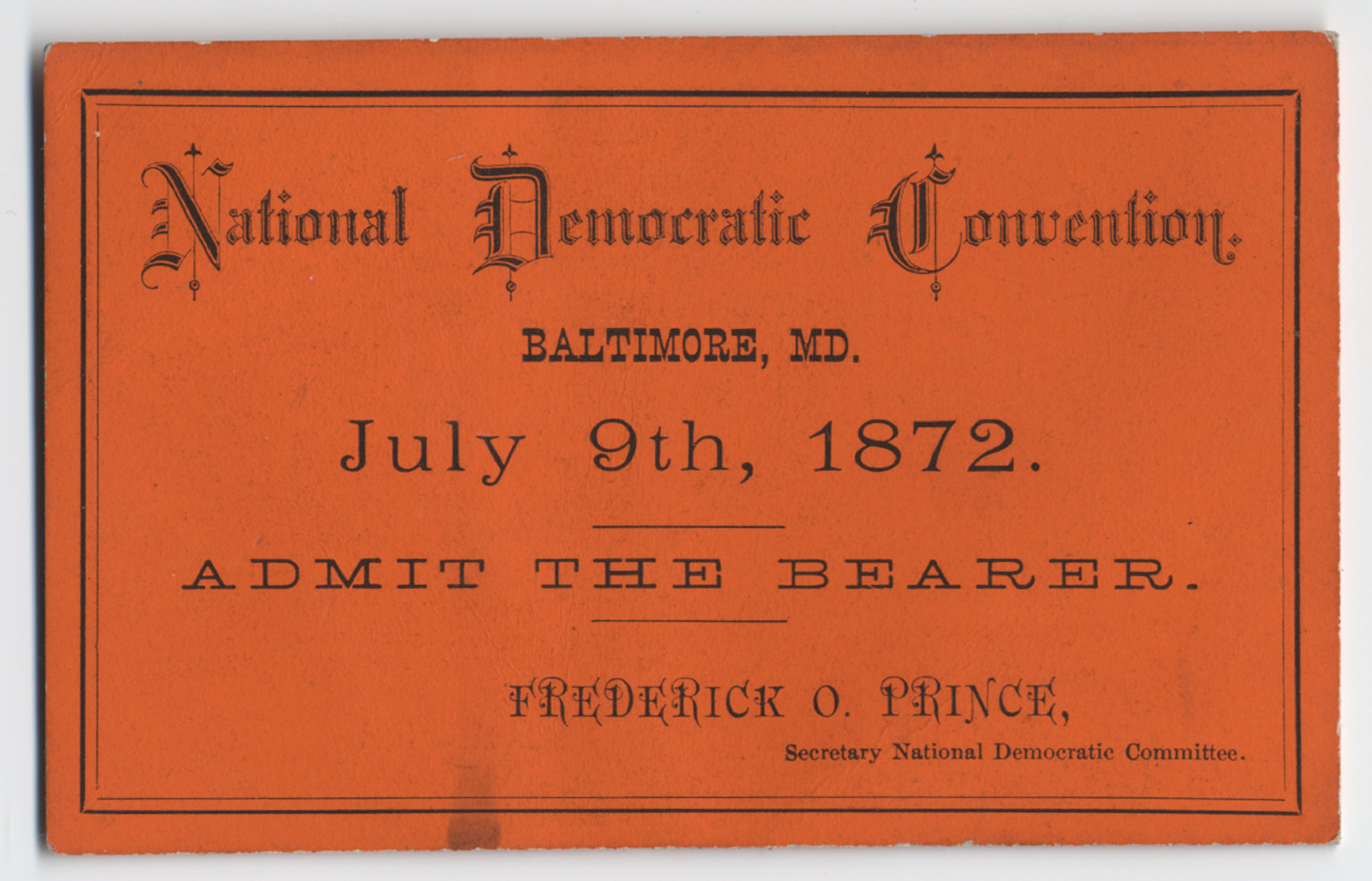
Biglietto di ammissione per la Convention nazionale Democratica tenutasi all'interno della "Ford's Grand Opera House" di Baltimora.

| Votazioni per la presidenza |     |     |        |     |     |     |     |           |
| Votazione                   | 1°  | 2°  | 2° bis | 3°  | 4°  | 5°  | 6°  | Risultati |
| H. Greeley                  | 147 | 239 | 245    | 258 | 251 | 258 | 332 | 482       |
| C. F. Adams, Sr.            | 203 | 243 | 243    | 264 | 279 | 309 | 324 | 187       |
| L. Trumbull                 | 110 | 148 | 148    | 156 | 141 | 91  | 19  | 21        |
| B. G. Brown                 | 95  | 2   | 2      | 0   | 0   | 0   | 0   | 0         |
| D. Davis                    | 92  | 81  | 75     | 44  | 51  | 30  | 6   | 6         |
| A. G. Curtin                | 62  | 0   | 0      | 0   | 0   | 0   | 0   | 0         |
| S. P. Chase                 | 3   | 1   | 1      | 0   | 0   | 24  | 32  | 0         |
| Dspersi/Astenuti            | 1   | 0   | 0      | 0   | 0   | 2   | 1   | 18        |

| Votazioni per la vicepresidenza |     |     |
| Votazione                       | 1°  | 2°  |
| B. G. Brown                     | 237 | 435 |
| L. Trumbull                     | 158 | 175 |
| George Washington Julian        | 134 | 0   |
| Gilbert Carlton Walker          | 85  | 75  |
| Cassius Marcellus Clay          | 34  | 0   |
| Jacob D. Cox                    | 25  | 0   |
| Altri                           | 20  | 11  |

| Candidati del Liberal Republican Party, 1872                                                       |                                          |
| Horace Greeley                                                                                     | Benjamin G. Brown                        |
| per Presidente                                                                                     | per Vice Presidente                      |
| |                                          |
| Ex deputato alla Camera dei rappresentanti per il 6º distretto dello Stato di New York (1848-1849) | 20º Governatore del Missouri (1871-1873) |
| Manifesto elettorale                                                                               |                                          |
| |                                          |

#### Democratici
La Convenzione nazionale democratica ebbe luogo a Baltimora il 9 e il 10 luglio; a causa del forte desiderio di sconfiggere Grant il Partito accettò immediatamente i candidati Greeley/Brown e adottò il loro programma politico. Greeley ottenne in tal modo 686 dei 732 voti dei delegati, mentre Brown ne raccolse 713. Accettando il programma dei liberali, i Democratici avevano accettato la strategia "New Departure", che era in opposizione al programma anti-Era della Ricostruzione del 1868. Si erano resi conto che per vincere dovevano guardare al futuro, anziché continuare a combattere ad oltranza la guerra di secessione; compresero inoltre che avrebbero solamente diviso il voto anti-Grant se avessero nominato un candidato in aggiunta a Greeley. Tuttavia la reputazione che questi aveva da lungo tempo di essere uno degli antagonisti più aggressivi del Partito Democratico, dei suoi principi, dei suoi capi e dei suoi attivisti contribuirono non poco a raffreddare l'entusiasmo nei suoi confronti.
Una consistente minoranza, guidata da James Asheton Bayard, Jr., cercò di farsi spazio agendo indipendentemente dal duo Liberal Repubblicano. La convenzione, che durò solo sei ore anche se su due giorni, rappresenta la più breve convenzione del Partito Democratico.
| Candidati del Partito Democratico, 1872                                                            |                                          |
| Horace Greeley                                                                                     | Benjamin G. Brown                        |
| per Presidente                                                                                     | per Vice Presidente                      |
| |                                          |
| Ex deputato alla Camera dei rappresentanti per il 6º distretto dello Stato di New York (1848-1849) | 20º Governatore del Missouri (1871-1873) |

#### Labor Reform Party

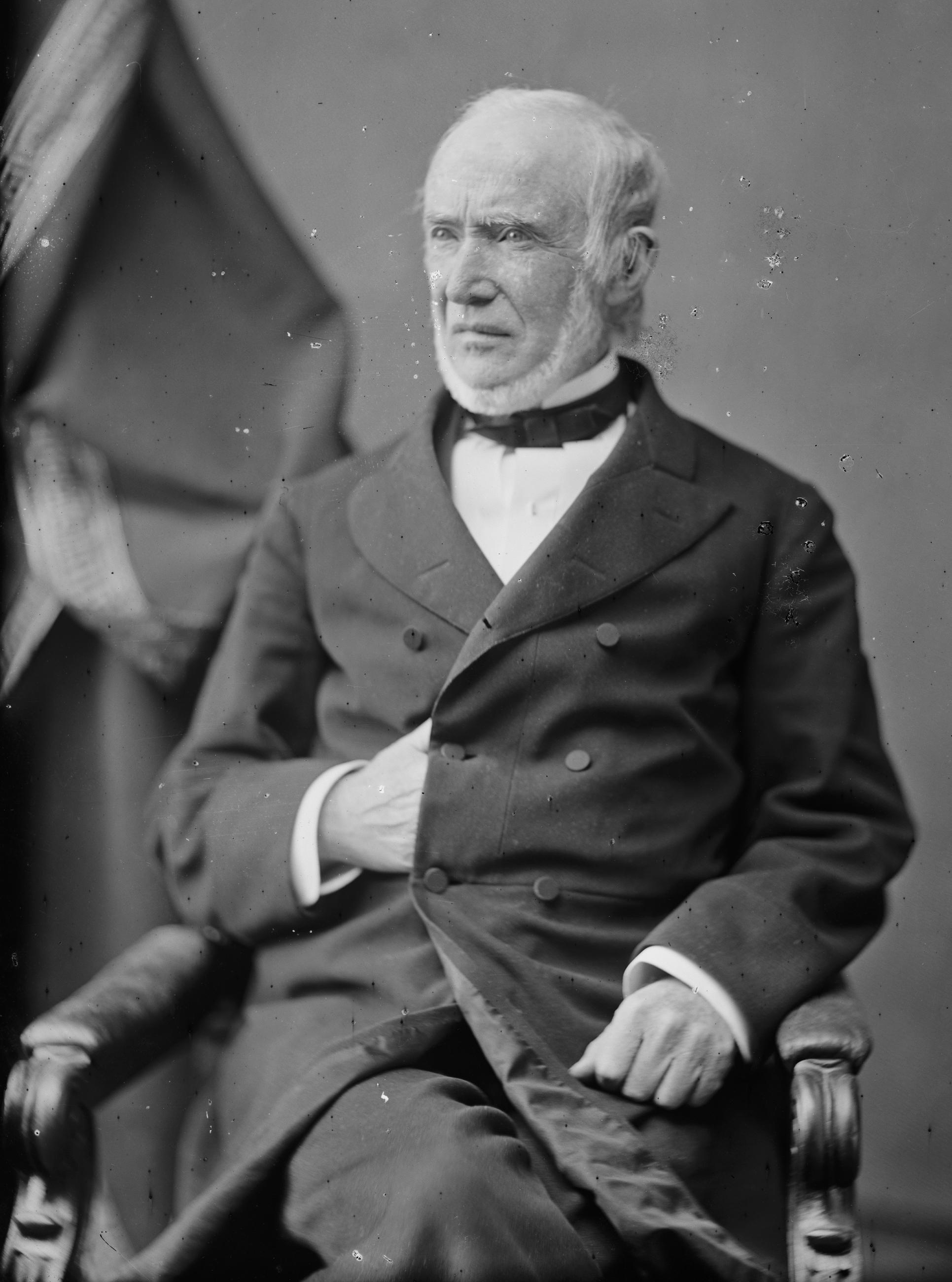
Charles O'Conor avvocato dello Stato di New York (Declina l'invito)
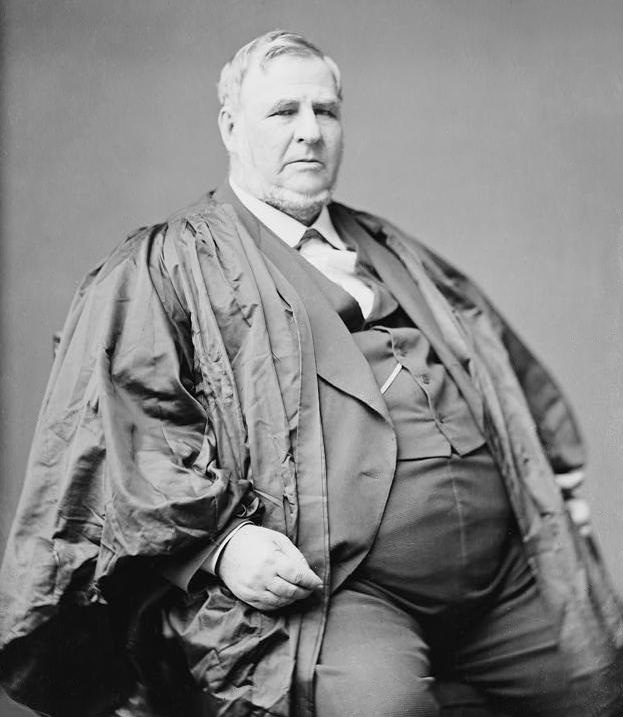
David Davis (Scelto – Ritiratosi il 24 di giugno)

Il Labor Reform Party si costituì solo nel 1870, con la sua prima riunione ufficiale alla Convention nazionale tenutasi a Saint Louis il 22 febbraio 1872. Inizialmente ci fu una certa esitazione riguardo l'opportunità di scegliere qualcuno subito o se si dovesse invece attendere almeno che i Liberal avessero eletto prima i loro candidati. Ogni mozione in tal senso fu però respinta, portando quindi alla nomina di David Davis, che era allora il favorito Liberal; fu affiancato da Joel Parker, il governatore del New Jersey.
Davis non declinò la proposta, ma aspettò ad iniziare la propria campagna elettorale finché non avesse ottenuto anche la nomina del Partito Liberal Repubblicano, così da beneficiare almeno delle loro risorse e appoggi politici; dopo che non riuscì ad avere questa candidatura, telegrafò direttamente al Labor Reform Party informando i delegati della sua intenzione di ritirarsi completamente dalla competizione. Joel Parker poco dopo ne seguì l'esempio.
Una seconda Convention dovette quindi venire convocata il 22 agosto a Filadelfia, dove fu deciso, piuttosto che commettere nuovamente lo stesso errore, che il Partito avrebbe cooperato con il nuovo Straight-Out Democratic Party che si era da poco formato. Dopo le elezioni gli affiliati nei vari stati divennero sempre meno attivi e già l'anno successivo il partito cessò definitivamente di esistere.

#### Straight-Out Democratic Party
Rifiutandosi di appoggiare Greeley, un gruppo di Democratici soprattutto del sud tennero quella che chiamarono Convenzione del Straight-Out Democratic Party, a Louisville, nel Kentucky, l'11 agosto 1872. Nominarono come candidato alla presidenza Charles O'Conor, che declinò la proposta per telegramma; come vicepresidente nominarono John Quincy Adams II. Senza il tempo di trovare un sostituto di O'Conor, il partito continuò con questi due candidati. Ottennero lo 0,36% del voto popolare e nessun grande elettore.

### Quadro politico
L'amministrazione Grant e i suoi sostenitori Radical erano pesantemente accusati di comportamenti corrotti, pertanto i Liberal chiesero un'immediata riforma dell'intero apparato della funzione pubblica oltre alla fine del processo di Ricostruzione, incluso il ritiro delle truppe federali dagli Stati Uniti meridionali; ma sia i Liberal che i Democratici ebbero modo di rimanere largamente delusi dal proprio candidato Greeley. Si fece strada la battuta di spirito: "perché mai si dovrebbe scalzare un militare dalla presidenza se poi lo si deve sostituire con uno stupido?". Essendo per lo più un attivista con ben poca esperienza politica alle spalle, Greeley e la sua carriera di redattore giornalistico regalò agli avversari una lunga lista di posizioni eccentriche assunte, facilmente attaccabili.

Con i ricordi ancora ben vivi nella memoria collettiva delle imprese compiute durante la guerra civile, Grant si dimostrò fin da subito un presidente del tutto inattaccabile; a ciò si aggiunse anche un largo finanziamento alla propria campagna. Uno storico notò che "Mai prima d'allora un candidato si pose sotto un tale obbligo e onere nei confronti dei grandi uomini d'affari". Una larga parte dei fondi a favore di Grant provennero dalla classe imprenditrice, tra cui il finanziere Jay Cooke, il magnate industriale Cornelius Vanderbilt, il multimilionario Alexander Turney Stewart, il giurista Henry Hilton e John Jacob Astor III.

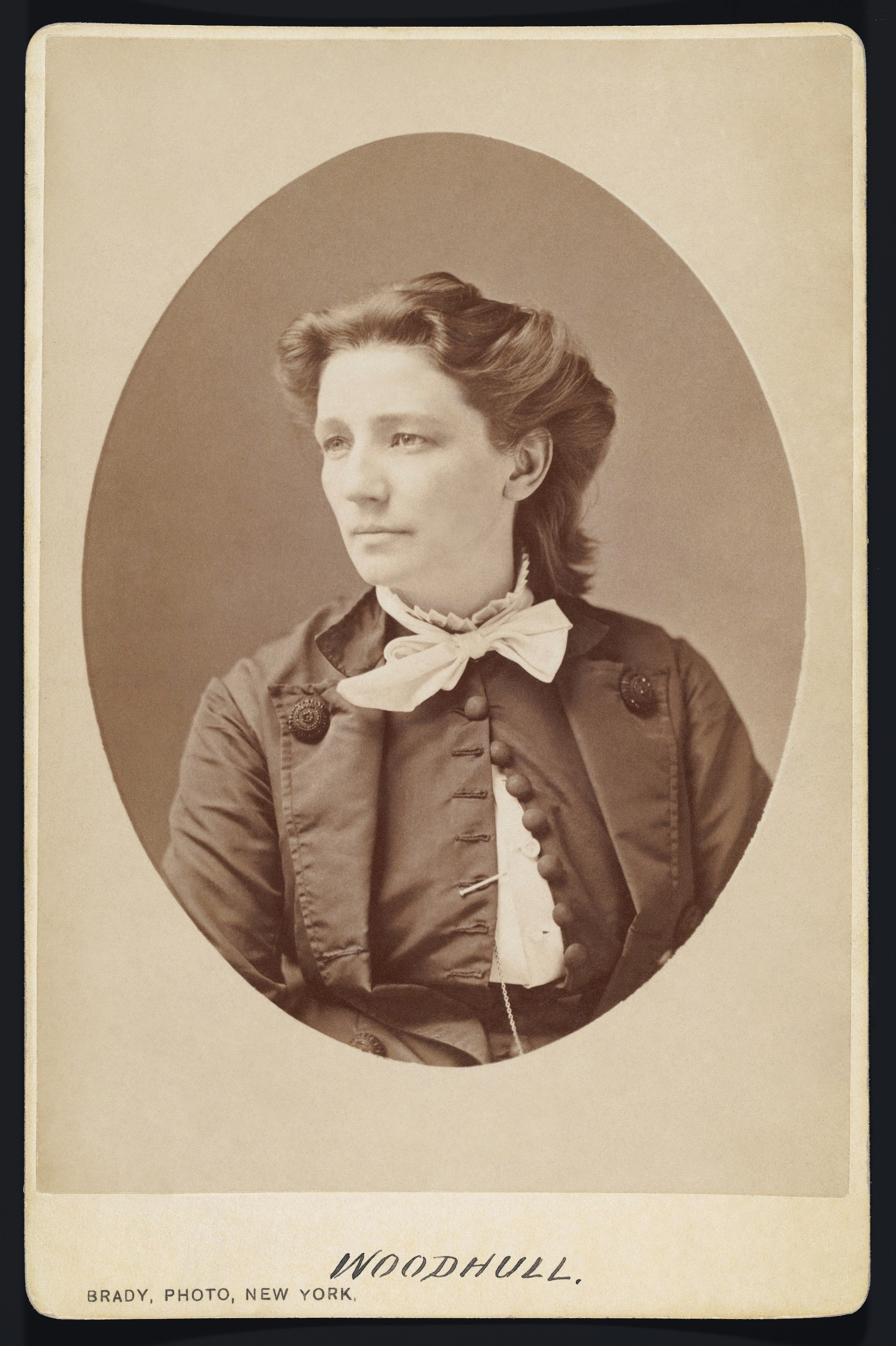
La suffragetta Victoria Woodhull, prima donna a concorrere per la carica presidenziale. Foto di Mathew B. Brady.

### Suffragio femminile
Questa fu la prima elezione che si svolse dopo la creazione della "National Woman Suffrage Association" e dell'"American Woman Suffrage Association" (1869), due associazioni che facevano campagna per il diritto di voto alle donne. Di conseguenza le proteste a favore del suffragio femminile si fecero sempre più numerose e articolate; le femministe giunsero al punto da indire una propria Convention a New York il 9 maggio.

Alcune delegate dell'"Equal Rights Party" proposero di nominare come candidata alla presidenza la suffragetta Victoria Woodhull, la quale aveva trascorso l'intero anno precedente compiendo giri di conferenze per tutto lo Stato di New York e tenendo comizi sulle ragioni dell'estensione alle donne del diritto di voto; le fu affiancato uno dei capi del movimento per i diritti civili degli afroamericani Frederick Douglass come candidato alla vicepresidenza. Douglass, tuttavia, non aveva partecipato alla Convention e non ne fu neppure informato. Woodhull tenne una serie di discorsi per tutta la durata della campagna elettorale e fu costretta a chiedere dei prestiti ai suoi sostenitori per potersi pagare le trasferte: appena il giorno prima dell'Election Day fu posta in stato d'arresto per aver contribuito alla pubblicazione di un pamphlet giudicato osceno. Ella non sarebbe comunque stata in grado di diventare presidente, non tanto perché donna (la legislazione costituzionale a tal proposito non diceva nulla) ma perché non avrebbe raggiunto l'età minima consentita per assumere la carica (35 anni) il giorno della cerimonia d'inaugurazione e insediamento del presidente; gli storici hanno in seguito discusso sul fatto di considerare o meno le sue attività di propaganda una vera e propria campagna elettorale. Parecchie suffragette tentarono di votare a queste elezioni; Susan B. Anthony fu prima arrestata e poi multata di 100 dollari per aver cercato di votare con la forza.

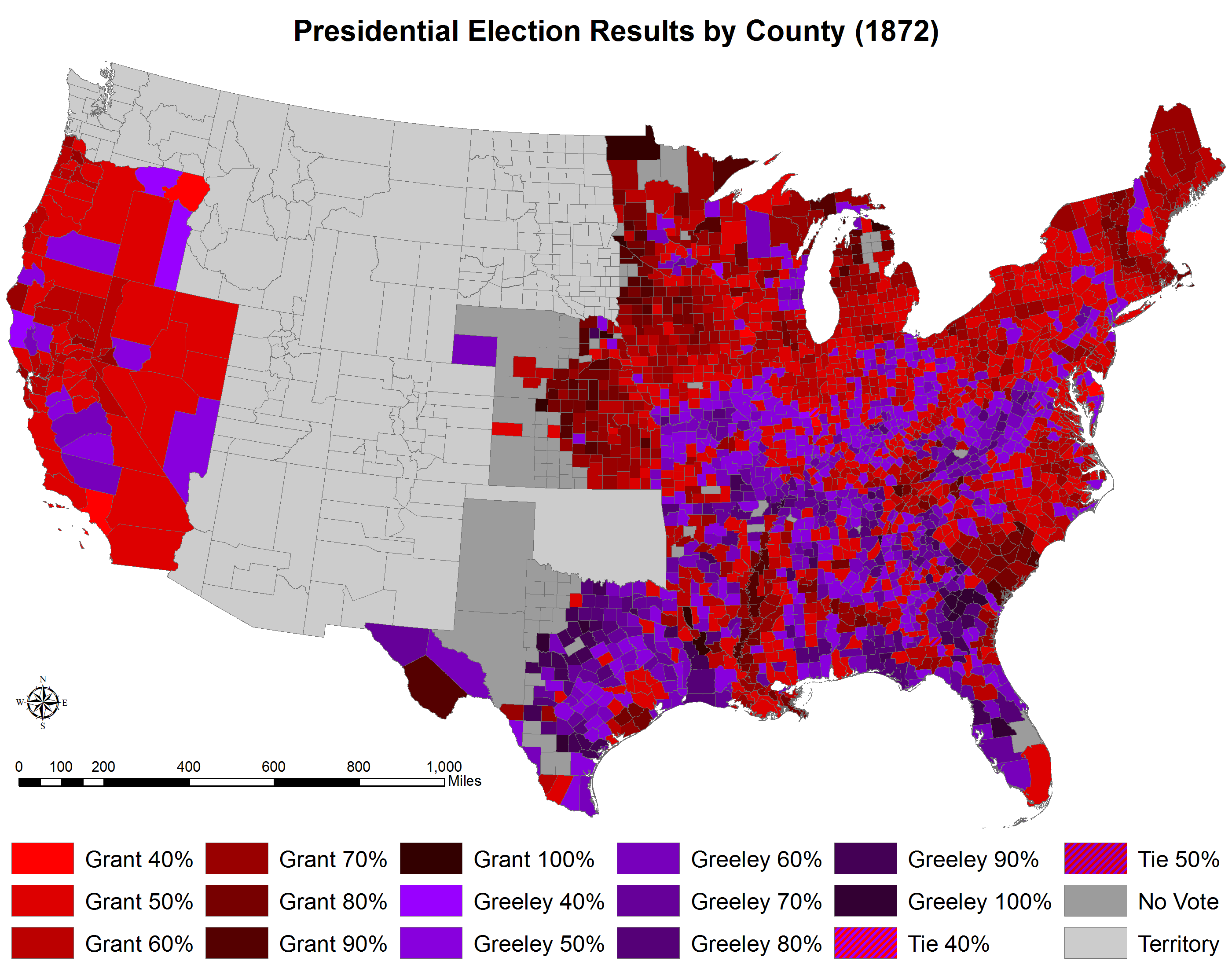
Risultati elettorali per contea. Le sfumature rosse mostrano le vittorie di Grant (Repubblicano) mentre quelle violetto i successi di Greeley (Repubblicano liberale/Democratico).

### Controversie sui voti dei delegati
Grant conquistò una facile rielezione con il 56% dei voti popolari contro il 44% di Greeley; ottenne 286 grandi elettori contro i 66 che andarono all'avversario; tuttavia Greeley morì il 29 di novembre, appena 24 giorni dopo l'elezione e prima che gli elettori degli Stati da lui vinti (Texas, Missouri, Kentucky, Tennessee, Georgia e Maryland) potesse esprimere la propria preferenza. La maggioranza di loro votò in seguito per altri concorrenti Democratici.
Delle 2.171 contee di nuova formazione Grant ne vinse 1.335, contro le 833 di Greeley. In tre contee il suffragio popolare si suddivise in modo uniforme.
Durante la sessione congiunta del Congresso per il conteggio del voto elettorale il 12 febbraio 1873, numerose obiezioni si sollevarono riguardo alcuni risultati reputati dubbi. Tuttavia, a differenza delle obiezioni che sarebbero state fatte nel 1877 dopo le elezioni presidenziali del 1876, queste non ebbero alcun impatto di rilievo sul risultato finale delle elezioni.
I grandi elettori dell'Arkansas e della Louisiana verranno respinti a causa di irregolarità accertate e diffuse, non sono pertanto inclusi nel conteggio totale. Entrambi gli Stati avevano votato per Grant.
I tre grandi elettori della Georgia votarono per Greeley ma vennero respinti in quanto il candidato era già deceduto quando espressero la loro preferenza; mentre i loro voti a favore di Benjamin Gratz Brown per la vicepresidenza non furono annullati. In questo caso sono stati inclusi nel numero totale degli elettori.
Grandi proteste furono sollevate contro i voti del Texas e del Mississippi da parte del giornalista afroamericano James J. Spelman nonché elettore presidenziale repubblicano, ma alla fine vennero accettati.
Questa tornata elettorale fu l'ultima in cui l'Arkansas si espresse per un repubblicano fino alle elezioni presidenziali del 1972 e l'ultima in cui votò contro i Democratici fino alle elezioni presidenziali del 1968. L'Alabama e il Mississippi non sarebbero più stati conquistati da un Repubblicano fino alle elezioni presidenziali del 1964 e non avrebbero più votato contro i Democratici fino alle elezioni presidenziali del 1948. La Carolina del Nord e la Virginia non voteranno nuovamente Repubblicano fino alle elezioni presidenziali del 1928. Infine la Virginia Occidentale, il Delaware e il New Jersey non avrebbero più fatto vincere un repubblicano fino alle elezioni presidenziali del 1896.

## Risultati
| Candidati                  | Candidati                            | Partiti                                           | Voti      | %     | Delegati |
| Presidente                 | Vicepresidente                       | Partiti                                           | Voti      | %     | Delegati |
| -------------------------- | ------------------------------------ | ------------------------------------------------- | --------- | ----- | -------- |
| Ulysses S. Grant (Ohio)    | Henry Wilson (Massachusetts)         | Partito Repubblicano                              | 3 598 235 | 55,63 | 286      |
| Horace Greeley (New York)  | Benjamin Gratz Brown (Missouri)      | Partito Repubblicano Liberale/Partito Democratico | 2 834 761 | 43,83 | 66       |
| Charles O'Conor (New York) | John Quincy Adams II (Massachusetts) | Straight-Out Democratic Party                     | 18 602    | 0,29  | –        |
| James Black (Pennsylvania) | John Russell (Michigan)              | Partito Proibizionista                            | 5 607     | 0,09  | –        |
| Altri candidati            | -                                    | -                                                 | 10 473    | 0,16  | –        |
| Totale                     | Totale                               | Totale                                            | 6 467 678 | 100   | 352      |

- Horace Greeley morì prima dello svolgimento delle elezioni all'interno del collegio elettorale. Dei 66 delegati che avevano sostenuto la sua candidatura, 42 votarono per Thomas Hendricks, 18 per Benjamin Gratz Brown, 2 per Charles J. Jenkins e 1 per David Davis, mentre 3 delegati votarono per lo stesso Greeley (voti invalidati).

## Risultati per Stato
Fonte: Walter Dean Burnham
| Stati vinti da Grant/Wilson  |
| Stati vinti da Greeley/Brown |

|                      |                 | Ulysses S. Grant Repubblicano | Ulysses S. Grant Repubblicano | Ulysses S. Grant Repubblicano | Horace Greeley Repubblicano liberale / Democratico | Horace Greeley Repubblicano liberale / Democratico | Horace Greeley Repubblicano liberale / Democratico | Charles O'Conor Straight-Out Democrat | Charles O'Conor Straight-Out Democrat | Charles O'Conor Straight-Out Democrat | Margine di vittoria | Margine di vittoria | Totale Stati | Totale Stati |
| Stato federato       | Voti elettorali | #                             | %                             | Voti elettorali               | #                                                  | %                                                  | Voti elettorali                                    | #                                     | %                                     | Voti elettorali                       | #                   | %                   | #            |              |
| -------------------- | --------------- | ----------------------------- | ----------------------------- | ----------------------------- | -------------------------------------------------- | -------------------------------------------------- | -------------------------------------------------- | ------------------------------------- | ------------------------------------- | ------------------------------------- | ------------------- | ------------------- | ------------ | ------------ |
| Alabama              | 10              | 90.272                        | 53,19                         | 10                            | 79.444                                             | 46,81                                              | -                                                  | -                                     | -                                     | -                                     | 10.828              | 6,38                | 169.716      | AL           |
| Arkansas             | 6               | 41.373                        | 52,17                         | 6                             | 37.927                                             | 47,83                                              | -                                                  | -                                     | -                                     | -                                     | 3.446               | 4,35                | 79.300       | AR           |
| California           | 6               | 54.007                        | 56,38                         | 6                             | 40.717                                             | 42,51                                              | -                                                  | 1.061                                 | 1,11                                  | -                                     | 13.290              | 13,87               | 95.785       | CA           |
| Carolina del Nord    | 10              | 94.772                        | 57,38                         | 10                            | 70.130                                             | 42,46                                              | -                                                  | 261                                   | 0,16                                  | -                                     | 24.642              | 14,92               | 165.163      | NC           |
| Carolina del Sud     | 7               | 72.290                        | 75,73                         | 7                             | 22.699                                             | 23,78                                              | -                                                  | 204                                   | 0,21                                  | -                                     | 49.591              | 51,95               | 95.452       | SC           |
| Connecticut          | 6               | 50.314                        | 52,41                         | 6                             | 45.695                                             | 47,59                                              | -                                                  | -                                     | -                                     | -                                     | 4.619               | 4,81                | 96.009       | CT           |
| Delaware             | 3               | 11.129                        | 51,00                         | 3                             | 10.205                                             | 46,76                                              | -                                                  | 488                                   | 2,24                                  | -                                     | 924                 | 4,23                | 21.822       | DE           |
| Florida              | 4               | 17.763                        | 53,52                         | 4                             | 15.427                                             | 46,48                                              | -                                                  | -                                     | -                                     | -                                     | 2.336               | 7,04                | 33.190       | FL           |
| Georgia              | 11              | 62.550                        | 45,03                         | -                             | 76.356                                             | 54,97                                              | 11                                                 | -                                     | -                                     | -                                     | -13.806             | -9,94               | 138.906      | GA           |
| Illinois             | 21              | 241.936                       | 56,27                         | 21                            | 184.884                                            | 43,00                                              | -                                                  | 3.151                                 | 0,73                                  | -                                     | 57.052              | 13,27               | 429.971      | IL           |
| Indiana              | 15              | 186.147                       | 53,00                         | 15                            | 163.632                                            | 46,59                                              | -                                                  | 1.417                                 | 0,40                                  | -                                     | 22.515              | 6,41                | 351.196      | IN           |
| Iowa                 | 11              | 131.566                       | 60,81                         | 11                            | 81.636                                             | 37,73                                              | -                                                  | 2.221                                 | 1,03                                  | -                                     | 49.930              | 23,08               | 216.365      | IA           |
| Kansas               | 5               | 66.805                        | 66,46                         | 5                             | 32.970                                             | 32,80                                              | -                                                  | 156                                   | 0,16                                  | -                                     | 33.835              | 33,66               | 100.512      | KS           |
| Kentucky             | 12              | 88.766                        | 46,44                         | -                             | 99.995                                             | 52,32                                              | 12                                                 | 2.374                                 | 1,24                                  | -                                     | -11.229             | -5,87               | 191.135      | KY           |
| Louisiana            | 8               | 71.663                        | 55,69                         | 8                             | 57.029                                             | 44,31                                              | -                                                  | -                                     | -                                     | -                                     | 14.634              | 11,37               | 128.692      | LA           |
| Maine                | 7               | 61.426                        | 67,86                         | 7                             | 29.097                                             | 32,14                                              | -                                                  | -                                     | -                                     | -                                     | 32.329              | 35,71               | 90.523       | ME           |
| Maryland             | 8               | 66.760                        | 49,66                         | -                             | 67.687                                             | 50,34                                              | 8                                                  | -                                     | -                                     | -                                     | -927                | -0,69               | 134.447      | MD           |
| Massachusetts        | 13              | 133.455                       | 69,20                         | 13                            | 59.195                                             | 30,69                                              | -                                                  | -                                     | -                                     | -                                     | 74.260              | 38,50               | 192.864      | MA           |
| Michigan             | 11              | 138.758                       | 62,66                         | 11                            | 78.551                                             | 35,47                                              | -                                                  | 2.875                                 | 1,30                                  | -                                     | 60.207              | 27,19               | 221.455      | MI           |
| Minnesota            | 5               | 55.708                        | 61,27                         | 5                             | 35.211                                             | 38,73                                              | -                                                  | -                                     | -                                     | -                                     | 20.497              | 22,54               | 90.919       | MN           |
| Mississippi          | 8               | 82.175                        | 63,48                         | 8                             | 47.282                                             | 36,52                                              | -                                                  | -                                     | -                                     | -                                     | 34.893              | 26,95               | 129.457      | MS           |
| Missouri             | 15              | 119.196                       | 43,65                         | -                             | 151.434                                            | 55,46                                              | 15                                                 | 2.429                                 | 0,89                                  | -                                     | -32.238             | -11,81              | 273.059      | MO           |
| Nebraska             | 3               | 18.329                        | 70,68                         | 3                             | 7.603                                              | 29,32                                              | -                                                  | -                                     | -                                     | -                                     | 10.726              | 41,36               | 25.932       | NE           |
| Nevada               | 3               | 8.413                         | 57,43                         | 3                             | 6.236                                              | 42,57                                              | -                                                  | -                                     | -                                     | -                                     | 2.177               | 14,86               | 14.649       | NV           |
| New Hampshire        | 5               | 37.168                        | 53,94                         | 5                             | 31.425                                             | 45,61                                              | -                                                  | -                                     | -                                     | -                                     | 5.743               | 8,33                | 68.906       | NH           |
| New Jersey           | 9               | 91.656                        | 54,52                         | 9                             | 76.456                                             | 45,48                                              | -                                                  | -                                     | -                                     | -                                     | 15.200              | 9,04                | 168.112      | NJ           |
| New York             | 35              | 440.738                       | 53,23                         | 35                            | 387.282                                            | 46,77                                              | -                                                  | -                                     | -                                     | -                                     | 53.456              | 6,46                | 828.020      | NY           |
| Ohio                 | 22              | 281.852                       | 53,24                         | 22                            | 244.321                                            | 46,15                                              | -                                                  | 1.163                                 | 0,22                                  | -                                     | 37.531              | 7,09                | 529.436      | OH           |
| Oregon               | 3               | 11.818                        | 58,66                         | 3                             | 7.742                                              | 38,43                                              | -                                                  | 587                                   | 2,91                                  | -                                     | 4.076               | 20,23               | 20.147       | OR           |
| Pennsylvania         | 29              | 349.589                       | 62,07                         | 29                            | 212.041                                            | 37,65                                              | -                                                  | -                                     | -                                     | -                                     | 137.548             | 24,42               | 563.262      | PA           |
| Rhode Island         | 4               | 13.665                        | 71,94                         | 4                             | 5.329                                              | 28,06                                              | -                                                  | -                                     | -                                     | -                                     | 8.336               | 43,89               | 18.994       | RI           |
| Tennessee            | 12              | 85.655                        | 47,84                         | -                             | 93.391                                             | 52,16                                              | 12                                                 | -                                     | -                                     | -                                     | -7.736              | -4,32               | 179.046      | TN           |
| Texas                | 8               | 47.468                        | 40,71                         | -                             | 66.546                                             | 57,07                                              | 8                                                  | 2.580                                 | 2,21                                  | -                                     | -19.078             | -16,36              | 116.594      | TX           |
| Vermont              | 5               | 41.480                        | 78,29                         | 5                             | 10.926                                             | 20,62                                              | -                                                  | 553                                   | 1,04                                  | -                                     | 30.554              | 57,67               | 52.980       | VT           |
| Virginia             | 11              | 93.463                        | 50,47                         | 11                            | 91.647                                             | 49,49                                              | -                                                  | 85                                    | 0,05                                  | -                                     | 1.816               | 0,98                | 185.195      | VA           |
| Virginia Occidentale | 5               | 32.320                        | 51,74                         | 5                             | 29.532                                             | 47,28                                              | -                                                  | 615                                   | 0,98                                  | -                                     | 2.788               | 4,46                | 62.467       | WV           |
| Wisconsin            | 10              | 104.994                       | 54,60                         | 10                            | 86.477                                             | 44,97                                              | -                                                  | 834                                   | 0,43                                  | -                                     | 18.517              | 9,16                | 192.305      | WI           |
| Stati Uniti          | 366             | 3.597.439                     | 55,58                         | 286                           | 2.833.710                                          | 43,78                                              | 66                                                 | 23.054                                | 0,36                                  | -                                     | 763.729             | 11,80               | 6.471.983    | US           |

## Geografia dei risultati

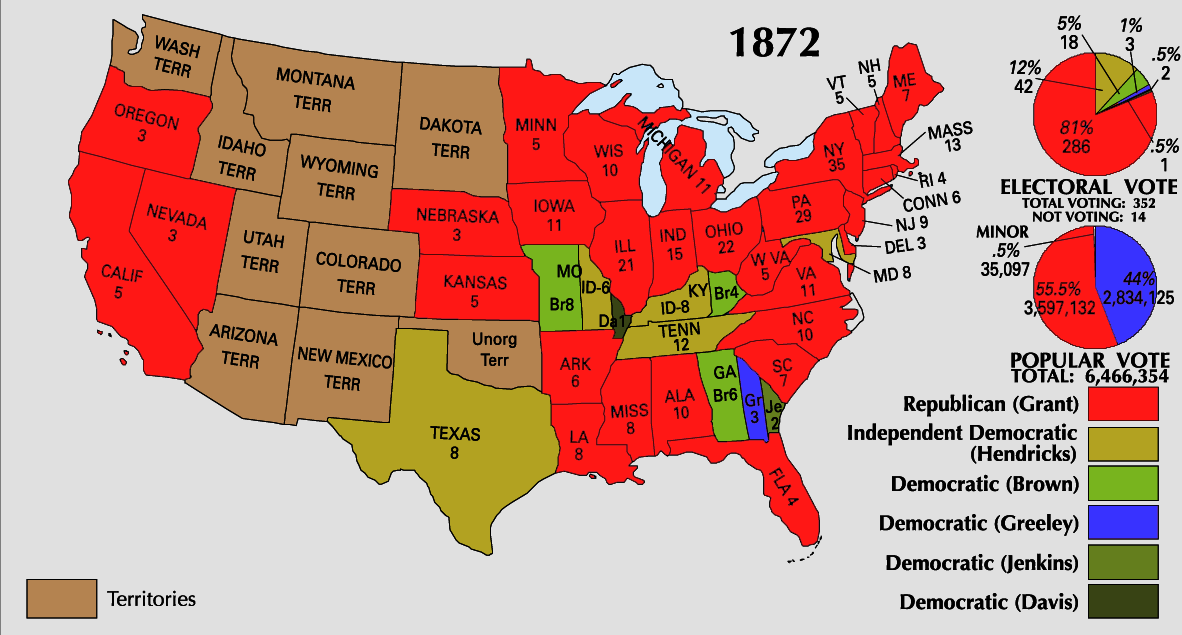

Risultati per contea, ombreggiati secondo la percentuale di voto del candidato vincente

## Galleria cartografica

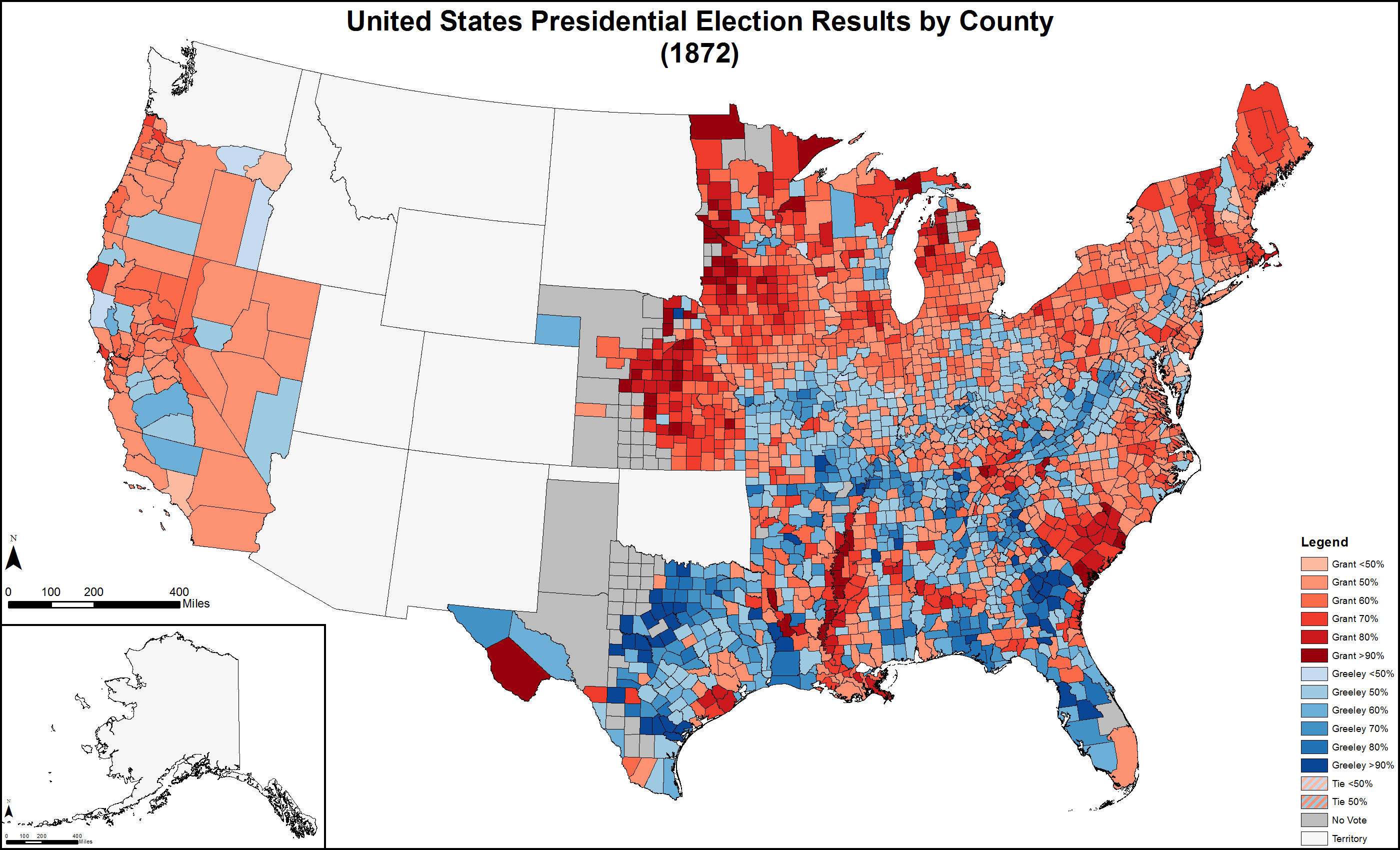
Mappa dei risultati per contea
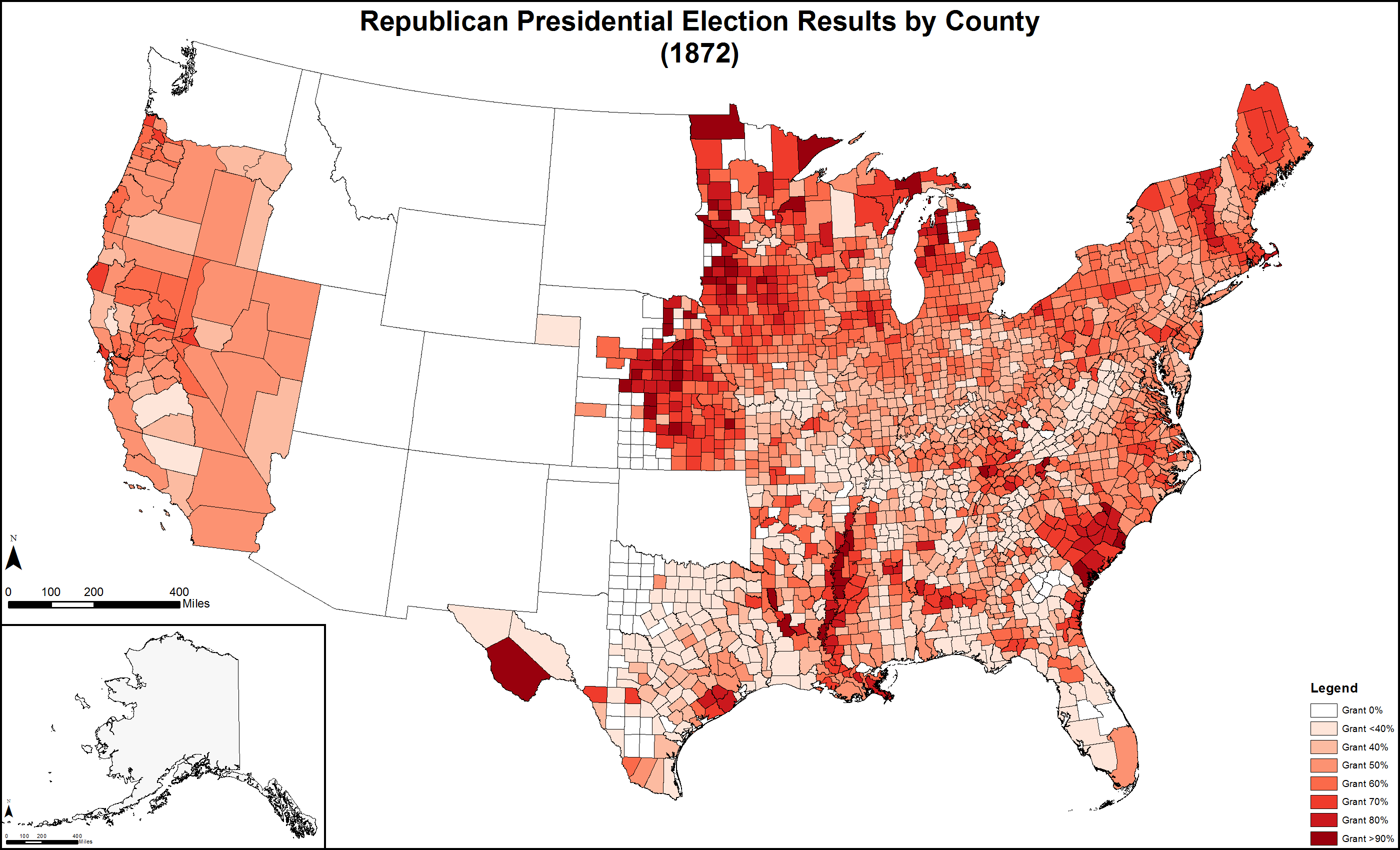
Mappa dei risultati Repubblicani per contea
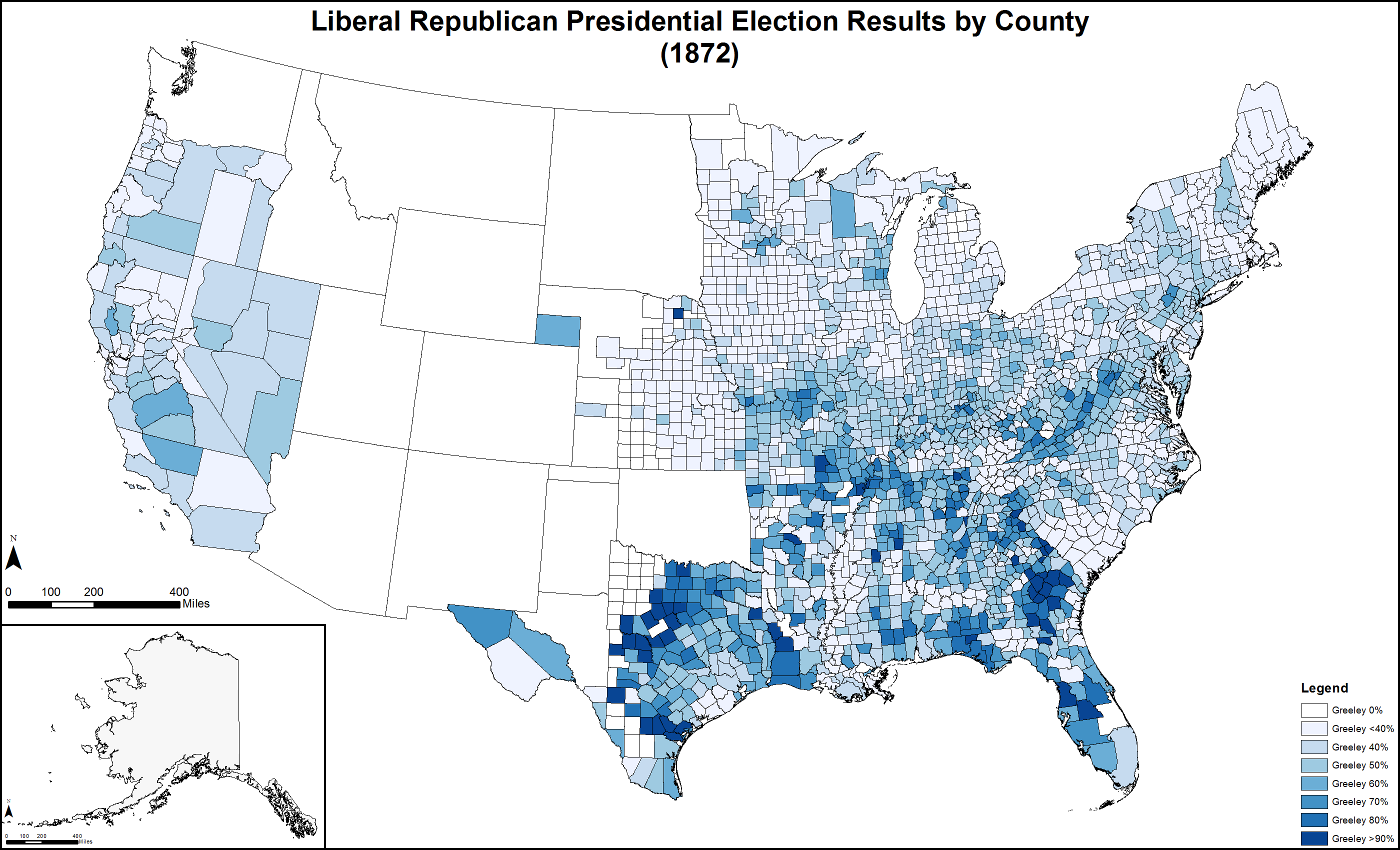
Mappa dei risultati Liberal Repubblicani/Democratici per contea
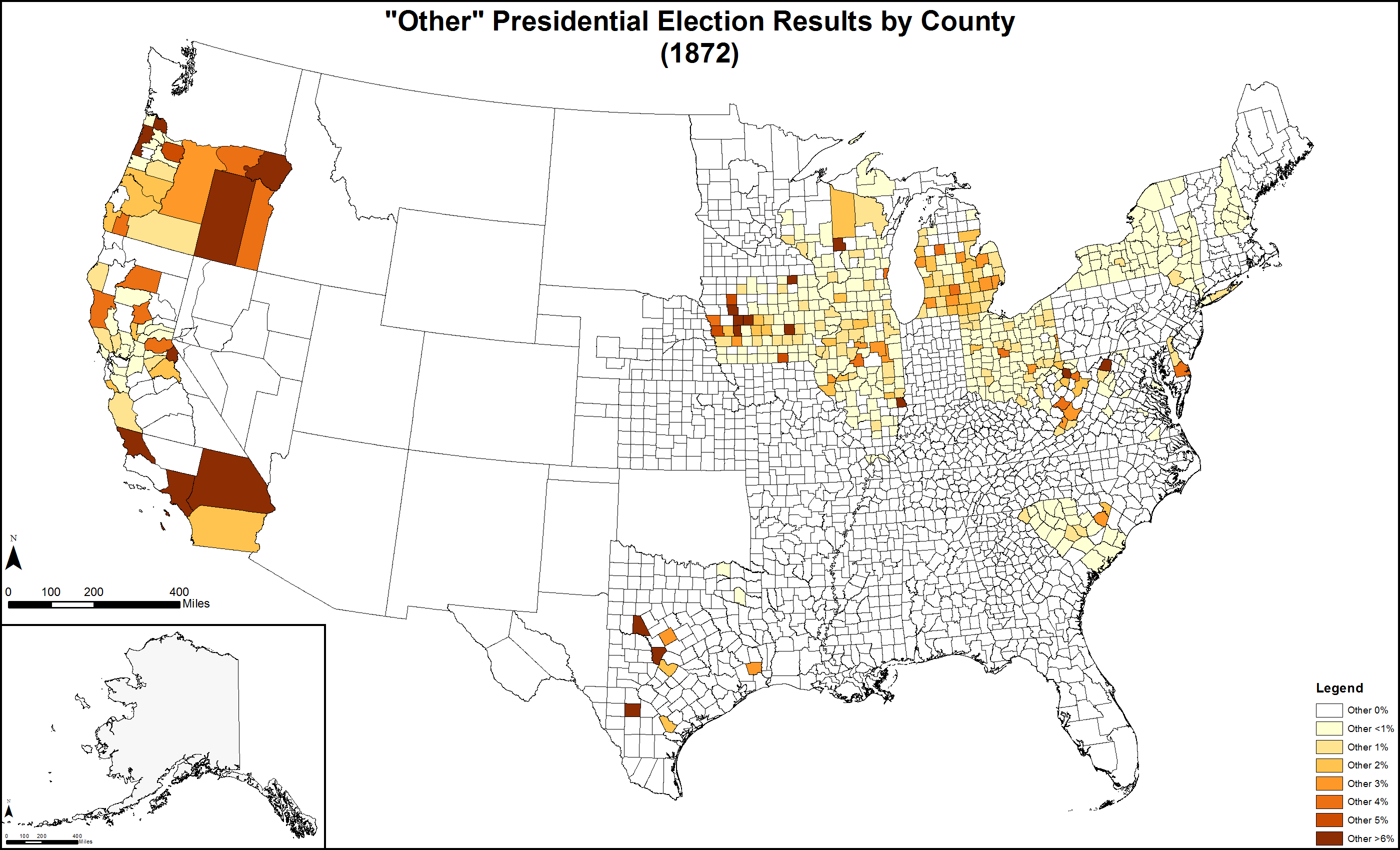
Mappa dei risultati degli "Altri" per contea
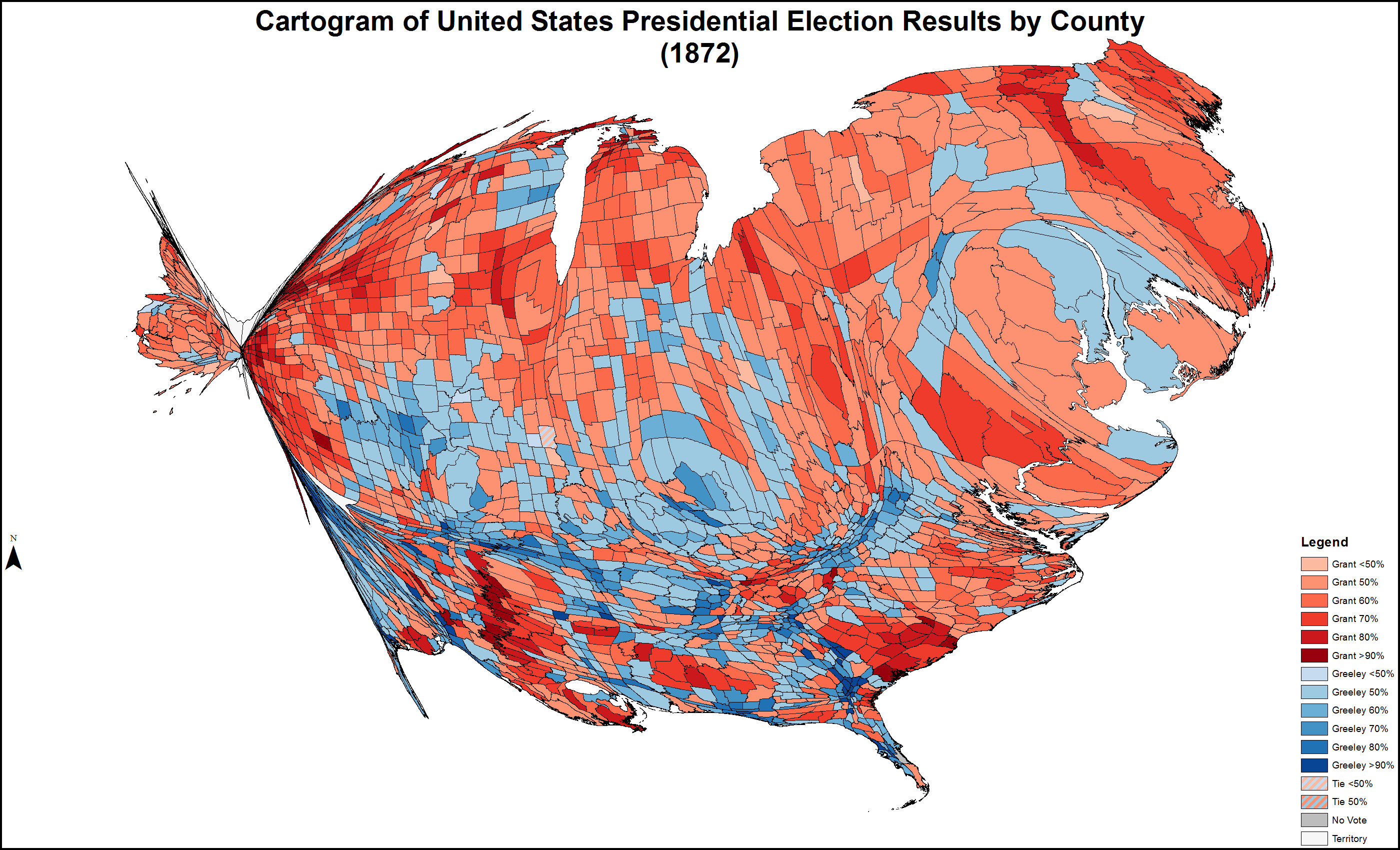
Cartogramma dei risultati per contea
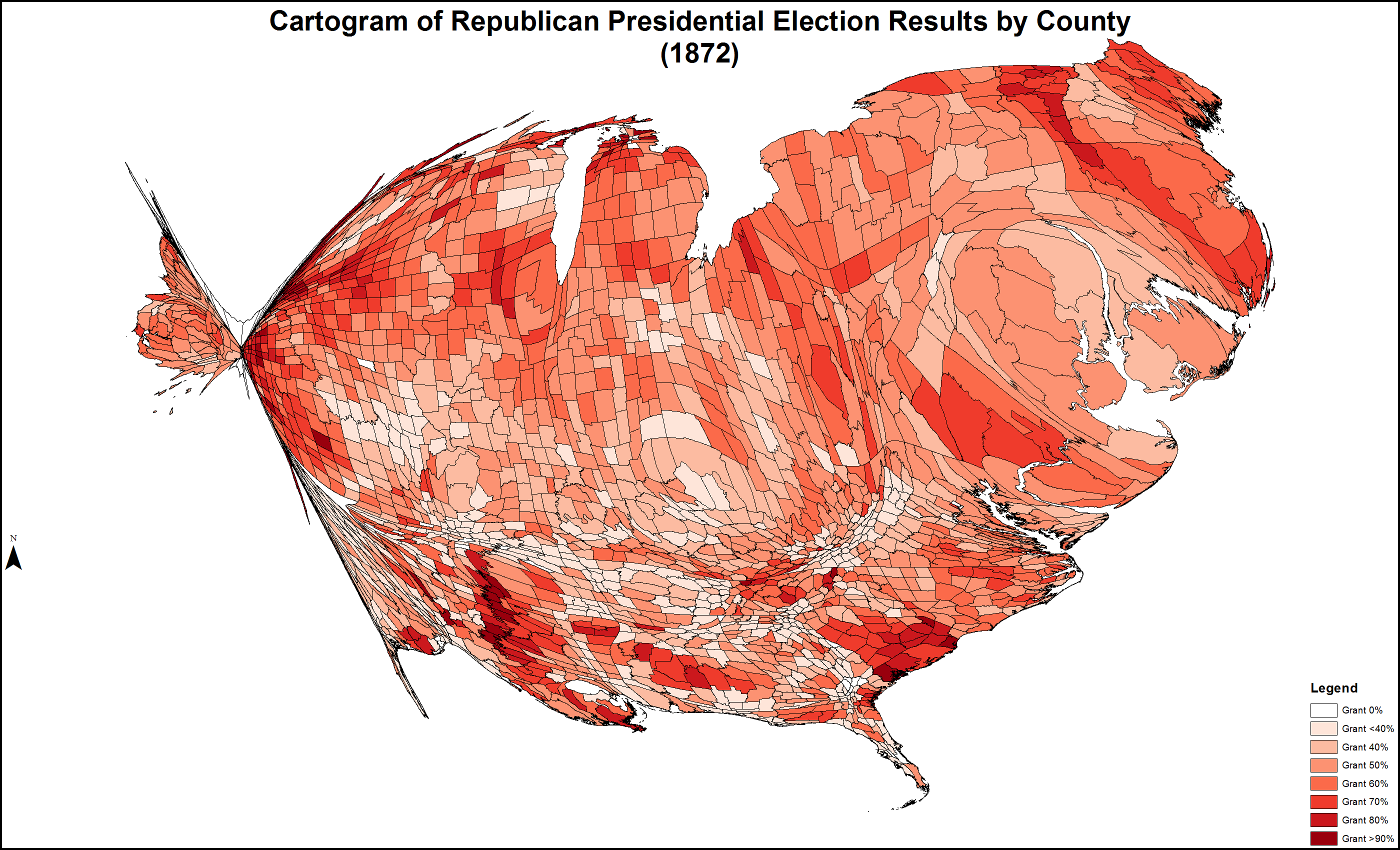
Cartogramma dei risultati Repubblicani per contea
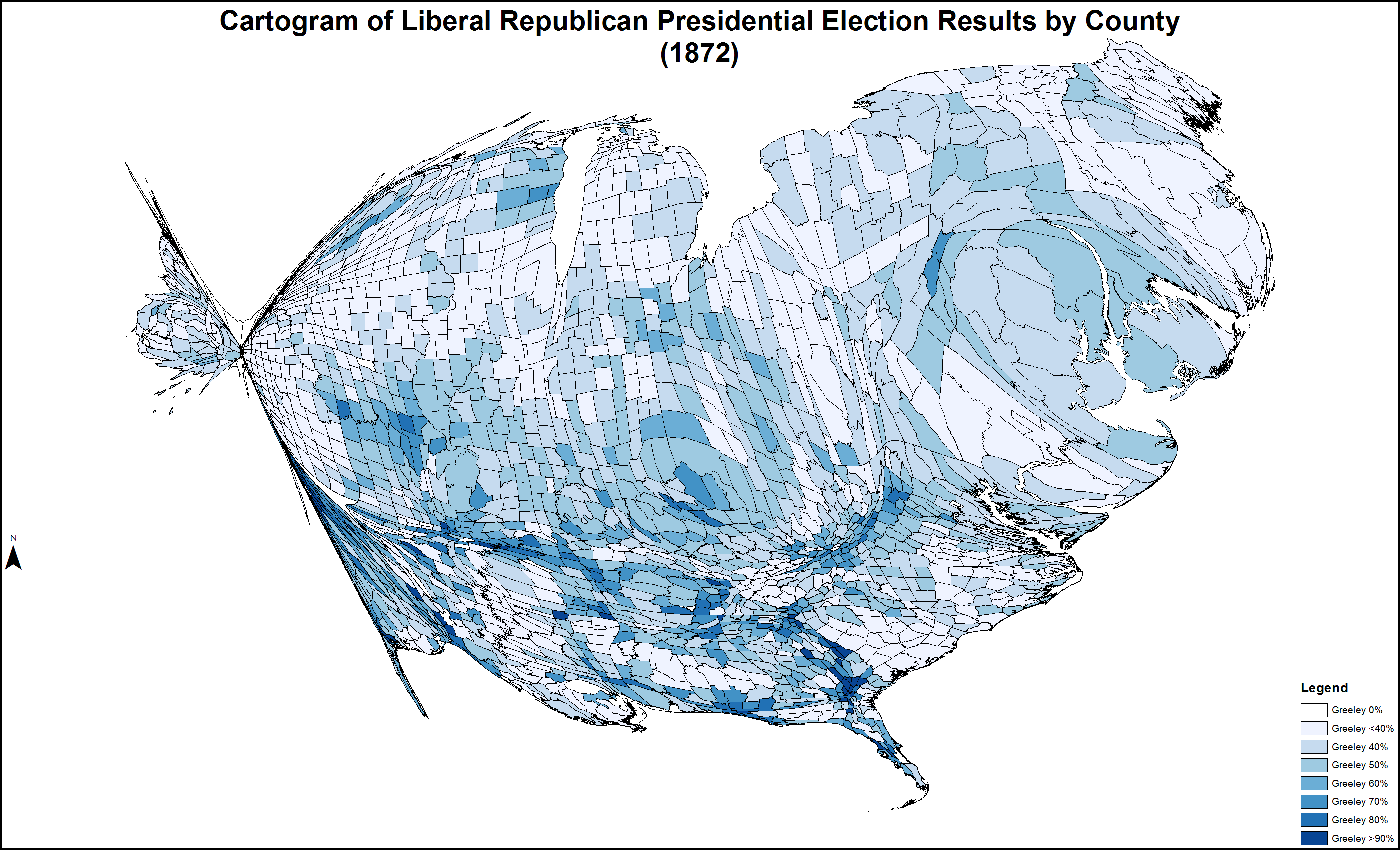
Cartogramma dei risultati Liberal Repubblicani/Democratici per contea
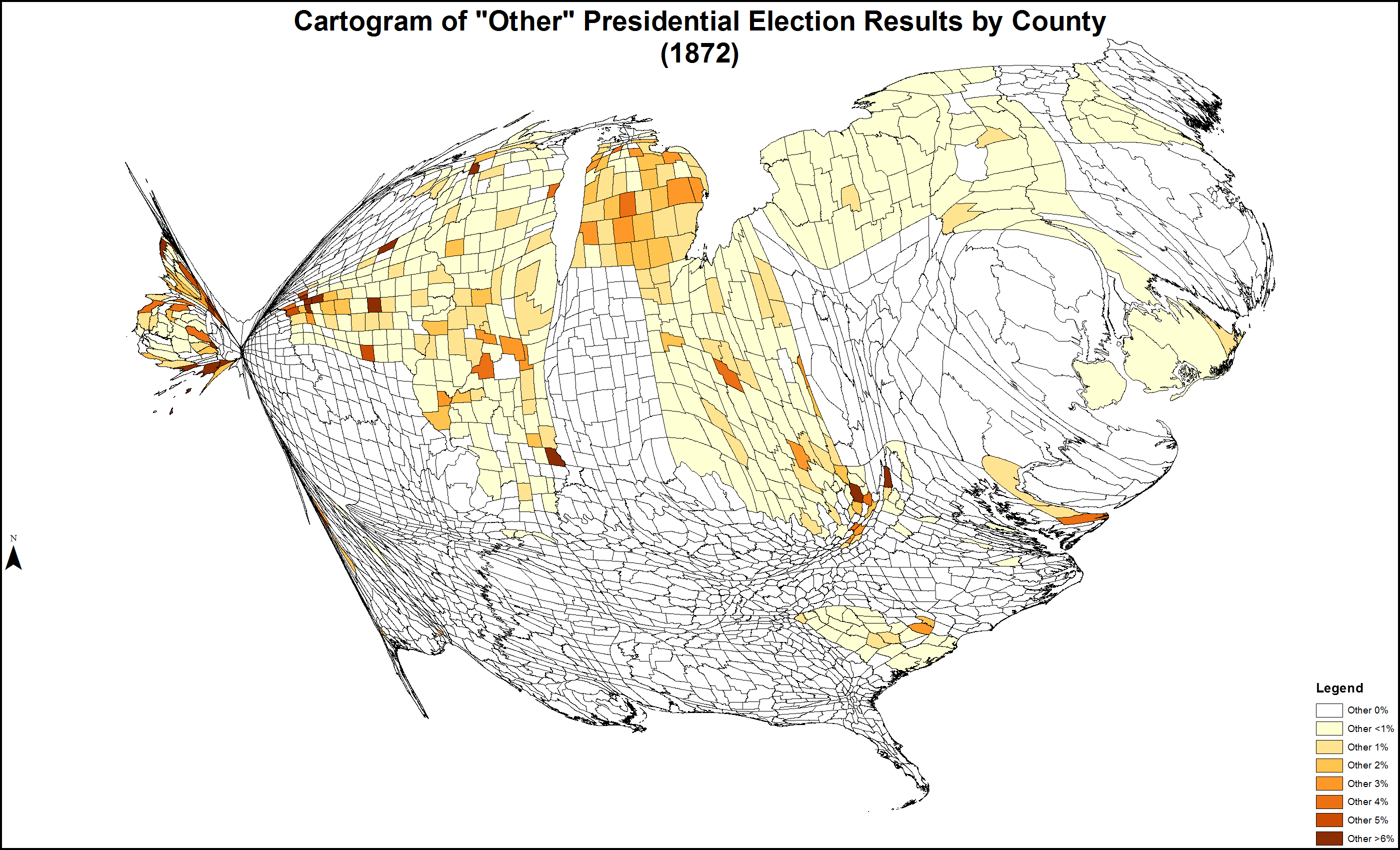
Cartogramma dei risultati degli "Altri" per contea

## Statistiche
Il colore rosso dei caratteri indica gli Stati vinti da Grant, il rosso quelli conquistati da Greeley.
Stati in cui il margine di vittoria fu inferiore al 5% (51 voti elettorali)
1. Maryland 0,69%
2. Virginia 0,98%
3. Delaware 4,23%
4. Tennessee 4,32%
5. Arkansas 4,35%
6. West Virginia 4,46%
7. Connecticut 4,81%

Stati in cui il margine di vittoria si attestò tra il 5 il 10% (133 voti elettorali):
1. Kentucky 5,87%
2. Alabama 6,38%
3. Indiana 6,41%
4. New York 6,46%
5. Florida 7,04%
6. Ohio 7,09%
7. New Hampshire 8,33%
8. New Jersey 9,04%
9. Wisconsin 9,16%
10. Georgia 9,94%

| Candidato alla Vicepresidenza | Partito                           | Stato         | Voti elettorali |
| ----------------------------- | --------------------------------- | ------------- | --------------- |
| Henry Wilson                  | Repubblicano                      | Massachusetts | 286             |
| Benjamin Gratz Brown          | National Union Party              | Missouri      | 47              |
| Alfred H. Colquitt            | Democratico                       | Georgia       | 5               |
| George Washington Julian      | Liberal Repubblicano              | Indiana       | 5               |
| Thomas E. Bramlette           | Democratico                       | Kentucky      | 3               |
| John M. Palmer                | Democratico                       | Illinois      | 3               |
| Nathaniel P. Banks            | Liberal Repubblicano              | Massachusetts | 1               |
| William S. Groesbeck          | Repubblicano liberale/Democratico | Ohio          | 1               |
| Willis Benson Machen          | Democratico                       | Kentucky      | 1               |
| John Quincy Adams II          | Bourbon Democrat                  | Massachusetts | 0               |
| John Russell                  | Proibizionista                    | Michigan      | 0               |
| Totale                        | Totale                            | Totale        | 352             |
| Maggioranza                   | Maggioranza                       | Maggioranza   | 177             |

Fonte presso il National Archives and Records Administration.